# مارك بورتون
مارك بورتون (بالإنجليزية: Mark Burton)‏ (18 مايو 1974 بويلينغتون في نيوزيلندا - ) هو كاتب سيناريو ولاعب كرة قدم نيوزلندي في مركز الوسط. شارك مع منتخب نيوزيلندا لكرة القدم. أما مع النوادي، فقد لعب مع ميرامار ميشنس ونادي أوسنابروك وKickers Emden ‏ وفيردر بريمن 2 ‏ ونادي لوبيك ‏ وNew Zealand Knights FC ‏.

## وصلات خارجية
- مارك بورتون على موقع الاتحاد الدولي (مؤرشف)  (الإنجليزية)
- مارك بورتون على موقع قاعدة بيانات كرة القدم.إي يو (الإنجليزية)
- مارك بورتون على موقع ناشيونال فوتبول تيمز (الإنجليزية)
- مارك بورتون على موقع عالم كرة القدم.نت (الإنجليزية)